# Donorcodicil
Een donorcodicil was in Nederland een kaartje of pasje waarop een donor heeft aangegeven bereid te zijn na overlijden organen en weefsels af te staan voor transplantatie. 
Sinds het mogelijk is geworden om deze keuze centraal te laten vastleggen in het donorregister wordt het oude donorcodicil eigenlijk niet meer gebruikt. Na 1 juli 2020 krijgt iedereen in Nederland boven de 18 jaar die nog geen keuze heeft ingevuld in het Donorregister een brief. Begin 2021 zal iedereen met een keuze in het Donorregister staan. Het donorcodicil is dan niet meer geldig. De keuze in het Donorregister kunnen artsen raadplegen wanneer iemand gaat overlijden. 